# Родригес Мартинс, Рене
Рене́ Родри́гес Ма́ртинс (порт.-браз. Renê Rodrigues Martins; 14 сентября 1992, Пикус, штат Пиауи), более известный как просто Рене (порт. Renê) — бразильский футболист, левый защитник клуба «Флуминенсе».

## Биография
Рене родился в штате Пиауи и начал заниматься футболом в команде родного города. В 2011 году он перешёл в академию «Спорта» из Ресифи. Именно в этом клубе он дебютировал на профессиональном уровне в 2012 году. 15 января он вышел в стартовом составе чемпионата штата Пернамбуку против «Арарапины». Команды сыграли вничью 1:1, а Рене отыграл без замены все 90 минут. 19 мая того же года дебютировал в бразильской Серии A в домашнем матче против «Фламенго», выйдя на замену на 62 минуте вместо Тиагиньо. Команды сыграли вничью 1:1.
С 2014 года Рене стал твёрдым игроком основного состава «Спорта». Этот же сезон стал самым успешным для игрока за весь период выступлений за «Спорт» — с командой он завоевал Кубок Нордесте (и, соответственно, путёвку в розыгрыш Кубка Либертадорес 2015) и чемпионат штата.
С 2017 года выступает за «Фламенго». В первый же год помог команде выиграть чемпионат штата Рио-де-Жанейро и дойти до финалов Кубка Бразилии и Южноамериканского кубка. В 2018 году занял с «Фла» второе место в Серии A. Рене попал в символические сборные по множеству версий в качестве лучшего левого латераля чемпионата Бразилии 2018 года — среди них были Серебряный мяч и Craque do Brasileirão (версия Globo и КБФ).
В первой половине 2019 года оставался незаменимым игроком основного состава «Фламенго». Выиграл с командой чемпионат штата, помог выйти в плей-офф Кубка Либертадорес. В августе место в основе занял перешедший из мадридского «Атлетико» Филипе Луис, поэтому Рене стал попадать в состав реже. Он не сыграл в финальном матче Кубка Либертадорес, в котором его партнёры обыграли аргентинский «Ривер Плейт» со счётом 2:1, принеся «красно-чёрным» первую победу в этом турнире за 38 лет. Однако по общему числу проведённых матчей в победной кампании Рене остался среди лидеров — 10 игр. Он стал первым уроженцем штата Пиауи, выигравшим Кубок Либертадорес.
Также Рене помог своей команде стать чемпионом Бразилии.
В 2020—2021 годах стал играть за основу «Фламенго» несколько реже, но всё равно Рене помог своей команде второй раз подряд выиграть чемпионат Бразилии, продолжить победную поступь в чемпионате штата, а также дойти до финала Кубка Либертадорес 2021, в котором «красно-чёрные» устпили «Палмейрасу».

## Титулы и достижения
Командные
- Чемпион штата Рио-де-Жанейро (4): 2017, 2019, 2020, 2021
- Чемпион штата Пернамбуку (1): 2014
- Обладатель Кубка Нордесте (1): 2014
- Чемпион Бразилии (2): 2019, 2020
- Вице-чемпион Бразилии (1): 2018
- Финалист Кубка Бразилии (1): 2017
- Обладатель Суперкубка Бразилии (2): 2020, 2021 (не играл)
- Финалист Южноамериканского кубка (1): 2017
- Обладатель Кубка Либертадорес (1): 2019
- Обладатель Рекопы Южной Америки (1): 2020 (не играл)

Личные
- Участник символической сборной чемпионата Бразилии (Серебряный мяч) (1): 2018
- Участник символической сборной чемпионата Бразилии (Globo и КБФ) (1): 2018